# Plateforme d'opposition – Pour la vie
 (septembre 2019).
Si vous disposez d'ouvrages ou d'articles de référence ou si vous connaissez des sites web de qualité traitant du thème abordé ici, merci de compléter l'article en donnant les références utiles à sa vérifiabilité et en les liant à la section « Notes et références ».
La Plateforme d'opposition-Pour la vie (ukrainien : Опозиційна платформа — За життя) — anciennement Union panukrainienne « Centre » (ukrainien : Всеукраїнське об'єднання «Центр») —, puis Pour la vie (ukrainien : За життя) est un parti politique ukrainien fondé en 1999. Il est réactivé en 2016 par des membres dissidents du Bloc d'opposition, avant que les deux factions ne rompent définitivement en 2018. Accusé d'entretenir des liens avec la Russie, il est interdit en 2022 dans le contexte de l'invasion de l'Ukraine par la Russie.

## Historique
Le parti est fondé en décembre 1999 sous la dénomination « Union panukrainienne « Centre » ».
Aux élections législatives de 2002, elle participe au bloc du Mouvement populaire pour l'unité. Une liste de 104 candidats est enregistrée pour les circonscriptions plurinominales et 101 candidats se présentent dans les circonscriptions uninominales. La formation recueille 41 730 voix (0,16 %), se classant 24e sur 33 partis participants.
En octobre 2004, Stepan Havrysh est élu président du parti. Lors des élections législatives de 2006, le parti est une composante du Bloc d'opposition « Pas oui ! », Aux élections législatives, Havrysh représente le parti du Centre dans le top dix de la liste du bloc (7e position). La coalition obtient 257 106 votes (1,01%), se classant 11e sur 45 participants.
En 2007, Stepan Havrysh démissionne de la présidence du parti. Son adjoint, Viktor Golovko, en devient le président par intérim.
Aux élections législatives de 2007, le parti participe au bloc électoral des partis politiques « KOUTCHMA », qui fait référence à l’ancien président. Le bloc recueille 23 676 voix (0,10 %), se classant 18e parmi 20 formations.
En juillet 2016, le parti est rebaptisé « Pour la vie » et Vadym Rabinovytch en est élu président. Fin juillet 2018, l'ONG de l'oligarque et parrain de Vladimir Poutine[pas clair] Viktor Medvedtchouk - « Choix ukrainien » fusionne avec Pour la vie. Au mois de septembre 2018, l'un de ses dirigeants, Yevhen Muraïev, quitte le mouvement et créé la formation politique « Nashi (en) ».

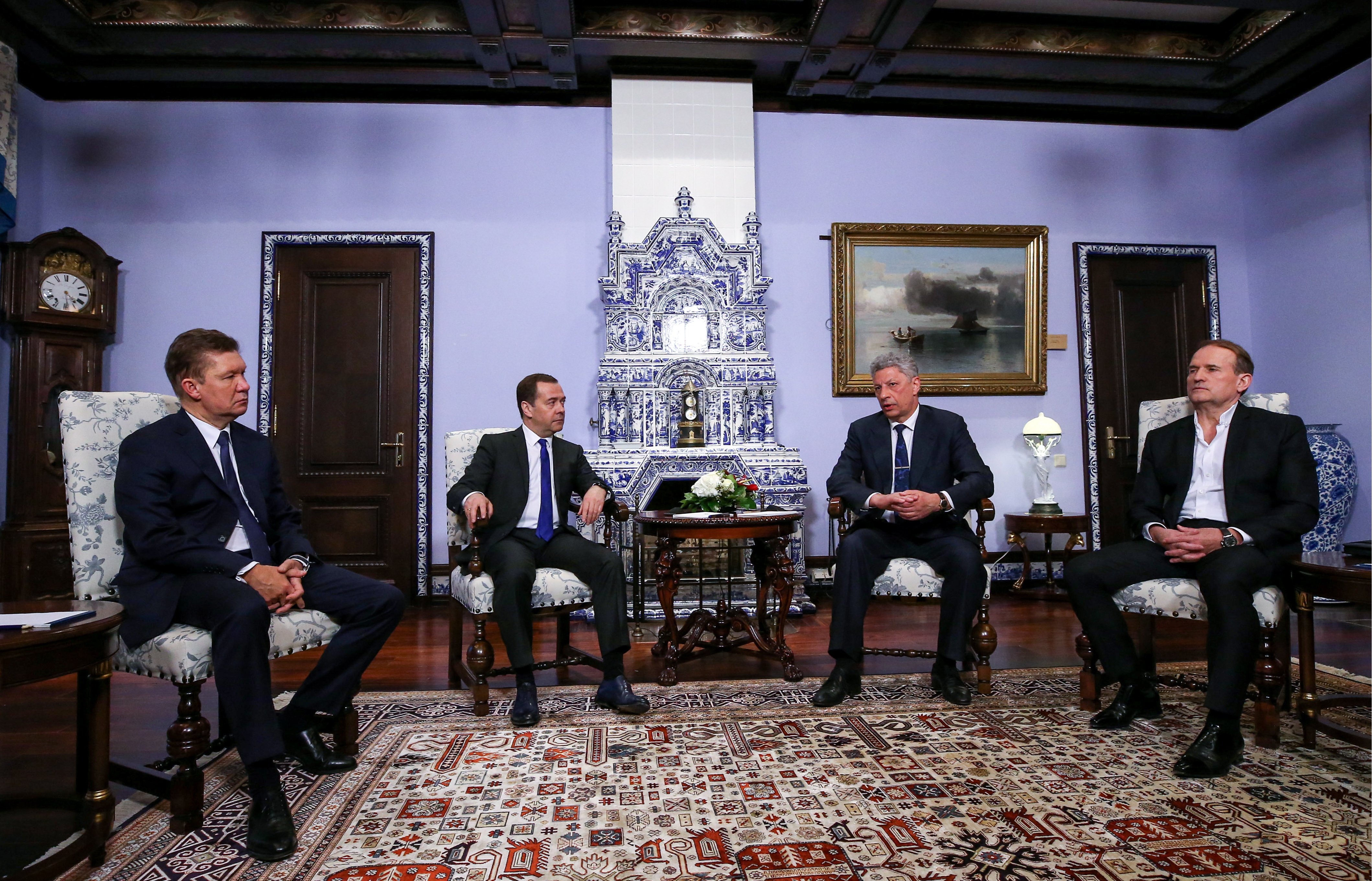
Rencontre entre le Premier ministre russe Dmitri Medvedev et le président de Gazprom Alexeï Miller avec Iouri Boïko et Viktor Medvedtchouk à l'approche de l'élection présidentielle de 2019

Peu après, le parti est rebaptisé « Plateforme d'opposition-Pour la vie ». Il est dirigé par Vadym Rabinovytch et Iouri Boïko. Dans le même temps, Boyko et Serhiy Lyovotchkine sont expulsés du bloc de l'opposition en raison d’une « coopération avec les autorités » et d'une alliance avec Vadym Rabinovytch.
Accusé d'entretenir des liens avec la Russie et dans le contexte de l'invasion de l'Ukraine par la Russie, le parti est banni aux côtés de 10 autres partis par le président Volodymyr Zelensky le 20 mars 2022. En réponse à ce ban, le parti publie un communiqué dans lequel il estime que « La seule explication d’une telle démarche des autorités est un raid politique illégal et une lutte politique sans scrupule avec leur principal adversaire ». Il est officiellement interdit suivant une décision de justice le 20 juin 2022.

## Résultats électoraux

### Élections présidentielles
| Année | Candidat    | Premier tour | Premier tour | Premier tour |
| Année | Candidat    | Voix         | %            | Rang         |
| ----- | ----------- | ------------ | ------------ | ------------ |
| 2019  | Iouri Boïko | 2 206 216    | 11,67        | 4e           |

### Élections législatives
| Année | %     | Élus     | Rang | Gouvernement        |
| ----- | ----- | -------- | ---- | ------------------- |
| 2002  | 0,16  | 0 / 450  | 24e  | Extra-parlementaire |
| 2006  | 1,01  | 0 / 450  | 11e  | Extra-parlementaire |
| 2007  | 0,10  | 0 / 450  | 18e  | Extra-parlementaire |
| 2019  | 13,05 | 43 / 450 | 2e   | Opposition          |

### Élections locales
| Année | %    | Élus         | Rang |
| ----- | ---- | ------------ | ---- |
| 2020  | 9,94 | 4215 / 42501 | 3e   |